# 茅索角蟾
茅索角蟾（学名：Megophrys maosonensis）也称茅索异角蟾，一种分布于越南、印度阿鲁纳恰尔邦及中华人民共和国云南省和广西壮族自治区等地区的两栖动物，隶属于角蟾科异角蟾属。本种最初作为长腿角蟾（Megophrys longipes）的一个亚种描述，之后又被视为大角蟾（Megophrys major）的同物异名。2017年被研究人员确认为独立物种。

## 保护
本种于2023年被收录入《有重要生态、科学、社会价值的陆生野生动物名录》。